# Петрусь Яків Самойлович
Яків Самойлович Петрусь (27 листопада 1887 — †?) — підполковник Армії УНР.

## Біографія
Народився у м. Кременчук Полтавської губернії. У російській армії — штабс-ротмістр.
З лютого 1918 р. служив в Окремому Запорізькому загоні військ  Центральної Ради.
Після розгортання загону в дивізію служив у 2-му Запорізькому полку Окремої Запорізької дивізії Армії УНР, згодом — Армії  Української Держави.
З грудня 1918 р. — у 2-му (згодом — 20-му) Запорізькому ім. І. Мазепи полку Дієвої армії УНР. Навесні — восени 1919 р. — командир 7-ї кінної сотні 7-ї Запорізької дивізії Дієвої армії УНР.
Учасник  Першого Зимового походу.
У 1920–1921 рр. — командир окремої кінної сотні 1-ї Запорізької стрілецької дивізії Армії УНР.
У 1920-х рр. жив на еміграції у Польщі.
Подальша доля невідома.

## Вшанування пам'яті
На честь Якова Петруся названо вулицю і провулок у Кременчуці.